# Coenonympha alini
Coenonympha alini är en fjärilsart som beskrevs av Bang-haas 1937. Coenonympha alini ingår i släktet Coenonympha och familjen praktfjärilar. Inga underarter finns listade i Catalogue of Life.